# 浅見三喜夫
浅見 三喜夫（あさみ みきお、1959年1月7日 - ）は、愛媛県の宇和島市・九島出身の日本の柔道家。現役時代は60kg級及び65kg級の選手。次女は48kg級の世界チャンピオンである浅見八瑠奈。現在は新田高校の教頭及び柔道部顧問。

## 経歴
柔道は城南中学に入ってから兄の影響で始めた。新田高校2年の時にはインターハイ軽量級で3位になると、3年の時には中量級で3位となった。その後筑波大学に進学するが、1年の時に肘をケガして従来の得意技だった背負投が使えなくなったので、今までとは違ったスタイルの背負投を編み出すことになった。2年の時には新人体重別で優勝を飾った。4年の時には60kg級の選手ながら全日本学生柔道優勝大会のメンバーに選ばれて準優勝を果たした。1981年にはハンガリー国際とチェコ国際で連続優勝を飾った。大学を卒業すると新田高校の教員となり、講道館杯で2連覇を飾った。1982年には嘉納杯でも3位となった。1984年には階級を65kg級に上げると、体重別決勝で後にロサンゼルスオリンピックで優勝することになる兵庫県警の松岡義之を効果で破って優勝を果たすが、この階級での実績は今大会での優勝しかなかったためにオリンピック代表に選ばれることはなかった。その後も講道館杯などで上位に入る活躍を見せるが、27歳の時に現役を引退した。

## 指導者として
引退後は新田高校柔道部の監督として、48kg級の世界チャンピオンになった次女の八瑠奈をはじめ、73kg級の世界チャンピオンでありロンドンオリンピック銀メダリストでもある中矢力、1999年の世界選手権60kg級2位の徳野和彦、2013年から全日本女子ナショナルチームの監督となった南條充寿、世界ジュニア78kg超級で2連覇を達成した井上愛美など多くの有力選手を育て上げてきた。
長女の八月に対する指導方法は色々試行錯誤したが、途中から指導しないことに決め、それを八瑠奈にもあてはめた。他人に任せることで人に対する感謝の気持ちを持たせるのが狙いだという。また、八瑠奈と中矢はともに柔道センスはなかったが、諦めずに練習をこなし続けたことで底力が付いた。両者とも地味なスタイルだが、体幹がきっちりしているので安定した柔道を展開できるのが強みだとも語った。

## 主な戦績
- 1975年 - インターハイ 3位（軽量級）
- 1976年 - インターハイ 3位（中量級）

60kg級での戦績
- 1978年 - 新人体重別 優勝
- 1979年 - 新人体重別 3位
- 1980年 - 全日本学生柔道優勝大会 2位
- 1981年
  - ハンガリー国際 優勝
  - チェコ国際 優勝
  - 講道館杯 優勝
- 1982年
  - 講道館杯 優勝
  - 体重別 3位
  - 嘉納杯 3位
- 1983年 - 体重別 3位

65kg級での戦績
- 1984年
  - 体重別 優勝
  - アメリカ国際 優勝
- 1985年 - 講道館杯 3位
- 1986年
  - 講道館杯 2位
  - 体重別 3位

## DVD
- 柔道家 浅見 三喜夫のトップ選手育成法　ティアンドエイチ株式会社（2013年）